# Diekirch
Diekirch (franska) (luxemburgiska: Dikrech lyssna (fil), tyska: Diekirch) är en ort i kantonen Diekirch i nordöstra Luxemburg. Den är huvudort i såväl kantonen som kommunen med samma namn och ligger vid floden Sauer, cirka 29 kilometer norr om staden Luxemburg. Orten har 7 209 invånare (2022).
I orten finns sevärdheter som nationalmuseet för militärhistoria (Musée National d'Histoire Militaire) och historiska museet i Diekirch (Musée d'Histoire[s] Diekirch).

## Kända personer från Diekirch
- Joseph Bech, premiärminister 1926–1937 och 1953–1958
- Paul Eyschen, premiärminister 1888–1915
- Matthias Mongenast, premiärminister 1915
- Gaston Reinig, överbefälhavare 2008–2013
- Claude Turmes, Europaparlamentariker 1999–2018